# Nymphodora Ivanovna

Nymphodora Ivanovna (en russe Нимфодора Ивановна) est un court roman de l’écrivain russe Ivan Gontcharov. C'est le premier document littéraire connu de l'écrivain. L'œuvre a été publiée anonymement en 1836 à Saint-Pétersbourg et retrouvée au XXe siècle. Elle a alors été attribuée à Gontcharov par Olga Demichovskaïa en 1960. L'édition reprise dans la traduction française a été établie en russe en 1993.

## Personnages
- Nymphodora Ivanovna Sérébrova : héroïne du roman, âgée de dix-huit ans, jeune veuve, déjà mère d’un enfant en bas âge ;
- Alexandre Sérébrov : petit fonctionnaire, mari de Nymphodora ;
- Astrov : voisin de Nymphodora, amoureux transi de Nymphodora ;
- Fédor Lvovitch Stréletski : conseiller à la cour ;
- Agraphéna Stréletskaïa : épouse de Fiodor Stréletski.

## Résumé
Une très jeune femme se rend dans un commissariat de la périphérie de Saint-Pétersbourg pour y déclarer la disparition de son mari, un homme sans histoire. Après quelques jours, on retrouve un cadavre qui pourrait être celui du disparu. La jeune femme venue reconnaître le corps retrouve son alliance de mariage, son portefeuille, son costume, mais le mort a été totalement défiguré. Son veuvage laisse Nymphodora inconsolable...
Quelques mois plus tard, lors d'une promenade printanière sur la Perspective Nevski, elle croit, l'espace d'un instant, apercevoir le visage de son mari défunt dans une des pimpantes voitures qui envahissent la rue près du pont de Kazan.
Un soir, sa maison est la proie d'un violent incendie. Nymphodora et son bébé sont sauvés in extremis par Astrov, un habitant du voisinage secrètement amoureux de la jeune femme. Malgré sa pudeur, Nymphodora sans autre ressource, se voit contrainte de cohabiter avec son sauveteur, mais elle met à leur concubinage des limites extrêmement strictes. Avec le temps toutefois, et bien qu'elle le ressente comme une trahison, elle voit le jeune homme d'un autre œil et finit presque par y discerner des ressemblances avec son mari.
Lors d'une parade militaire sur le Champ de Mars, à laquelle assistent la jeune femme et son chevalier servant depuis le Jardin d'été, Nymphodora croit à nouveau apercevoir son mari. En dépit du tumulte et de la foule, elle parvient à se glisser auprès de « son mari » (elle est absolument certaine que c'est bien de lui qu'il s'agit)  et à l'apostropher : « Alexandre ! ». Devant l'incident, un attroupement se forme aussitôt ; la plupart des badauds la tiennent pour folle. Devant les protestations de l'inconnu, qui ne reconnaît pas la jeune femme, et du trouble qui s'ensuit, la police intervient...
L'enquête diligentée par la police conclut que Nymphodora ne souffre pas de folie, et que l'inconnu s'appelle Fédor Stréletski, est conseiller à la cour et n'a aucun rapport avec Nymphodoroa Ivanovna Sérébrova. Le seul aspect bizarre de l'affaire consiste dans la cohabitation peu orthodoxe de la jeune femme et d'Astrov. Toutefois, un détail retient également l'attention du policier : la disparition du mari de Nymphodora et le déménagement du couple Stréletski ont eu lieu le même jour, un 4 décembre. Le détective est persuadé que la clé de l'énigme réside dans l'éclaircissement de cette coïncidence.
La police cherche alors à démasquer lequel des deux affabule. On vérifie les dires de Nymphodora qui affirme avoir vécu près du pont Alartchine, ce que confirme les voisins, mais que réfute Stréletski. Le policier présente alors Stréletski en personne à son supérieur, qui ne le reconnaît pas. L'individu qui se fait passer pour Stréletski est un imposteur. Sérébrov est alors démasqué.
On peut alors démonter le stratagème criminel monté par Alexandre Sérébrov. Son amour pour Nymphodora s'est rapidement refroidi peu après son mariage. Il a rencontré Agraphéna Stréletskaïa, dont il est rapidement devenu l'amant. Cherchant à profiter de la fortune du mari d'Agraphéna, ils décident de le tuer, de le défigurer et de faire passer pour Sérébrov tandis que l'amant prendra la place du mari. Pour mieux camoufler leur crime, les amants déménagent et congédient leurs domestiques le jour du crime...

### Épilogue
Alors qu'Alexandre est sur le point de partir au bagne purger une peine à perpétuité, Nymphodora, toujours flanquée d'Astrov, obtient de voir une dernière fois son  mari, dont on devine qu'elle l'aime toujours. C'est à peine si elle le reconnaît tant il est marqué par la prison. Au moment où elle est sur le point d'avoir un ultime entretien avec lui, on emmène deux femmes qui font aussi partie de la colonne pénitentiaire, parmi lesquelles se trouve Agraphéna Stréletskaïa. En entendant le nom de sa complice, Alexandre se rue sur elle et parvient à l'étrangler, persuadé que c'est elle qui l'a « donné »... Au moment où la  troupe se met en marche, le prisonnier parvient encore à s'emparer de la baïonnette d'un soldat et se la fiche dans le cœur. Il meurt instantanément sous les yeux de son épouse.

« On dit qu'un an après cet événement Nymphodora se serait fiancée avec Astrov, mais j'ai un doute, connaissant l'ardeur de son premier amour.
Cependant, qui saurait lire dans le cœur des femmes ? »

— Ivan Gontcharov, Nymphodora Ivanovna.

## Citation
- « Or l'hiver n'est pas interminable, ni infini le malheur féminin[4]. »

## Édition française
: document utilisé comme source pour la rédaction de cet article.
- Ivan Gontcharov, Nymphodora Ivanovna, traduit par André Cabaret, Circé/poche, 2001, 94 p.  (ISBN 978-2-842421267)